# Automerella mendosa
Automerella mendosa är en fjärilsart som beskrevs av Jean Baptiste Boisduval 1875. Automerella mendosa ingår i släktet Automerella och familjen påfågelsspinnare. Inga underarter finns listade i Catalogue of Life.